# Helga Laux
Helga Laux (geboren 8. März 1956 in Landau in der Pfalz) ist eine deutsche Juristin. Sie war Richterin und stellvertretende Vorsitzende am Bundesarbeitsgericht und am Staatsgerichtshof des Landes Hessen.

## Leben

### Ausbildung und juristischer Werdegang
Laux studierte Rechtswissenschaft an der Justus-Liebig-Universität Gießen. Anschließend war sie dort und am Bundesarbeitsgericht – mit damaligem Sitz in Kassel – als wissenschaftliche Mitarbeiterin tätig und wurde 1984 an der Justus-Liebig-Universität promoviert. Der Titel ihrer Doktorarbeit lautet: Die Antrags- und Beteiligungsbefugnis im arbeitsgerichtlichen Beschlussverfahren.
1985 stieg Laux in die hessische Arbeitsgerichtsbarkeit ein und war an unterschiedlichen hessischen Arbeitsgerichten tätig. Von 1992 bis 1994 wurde sie an das Ministerium für Frauen, Arbeit und Sozialordnung in Wiesbaden abgeordnet. 1998 erfolgte ihre Ernennung zur Vorsitzenden Richterin am Hessischen Landesarbeitsgericht.

### Richterin am Bundesarbeitsgericht
Am 26. November 2001 wurde Laux zur Richterin an das Bundesarbeitsgericht gewählt, das seit 1999 seinen Sitz in Erfurt hat. Sie war zunächst im achten und später im fünften Senat tätig. Themen ihrer Rechtsprechung waren Betriebsübergang, Gleichbehandlung, Annahmeverzug sowie Vergütung von Arbeitsleistung. Ab November 2009 war Laux stellvertretende Vorsitzende des Gerichts. Zum 31. Oktober 2015 trat Laux in den Ruhestand.

### Mitglied des hessischen Staatsgerichtshofs
Von 2003 bis 2014 war Laux auf Vorschlag der SPD stellvertretendes nicht richterliches Mitglied des Staatsgerichtshofs für das Land Hessen. Am 2. April 2014 wurde sie in diesem Amt zum dritten Mal wiedergewählt, allerdings trat sie bei der Wiederholung der letzten Wahl aus formalen Gründen am 15. Oktober 2014 nicht mehr an, da sie in der Zwischenzeit ihren Wohnort dauerhaft von Marburg nach Thüringen verlegt hatte.

## Publikationen
- Die Antrags- und Beteiligungsbefugnis im arbeitsgerichtlichen Beschlussverfahren. Dissertation 1984. Luchterhand, Darmstadt / Neuwied : 1985, ISBN 978-3-472-14271-3.
- mit Monika Schlachter: Teilzeit- und Befristungsgesetz. Kommentar. 2. Auflage. Beck, München 2011, ISBN 978-3-406-60438-6.
- mit Mark Lembke, Manfred Arnold, Daniel Benkert: Kündigungsschutzgesetz. Praxiskommentar zum KSchG und zu angrenzenden Vorschriften mit Gestaltungshinweisen und Beispielen. Hrsg.: Gregor Thüsing. 3. Auflage. Haufe, Freiburg im Breisgau / Planegg bei München 2014, ISBN 978-3-648-05014-9.
- mit Gregor Thüsing, Edith Gräfl, Bernd Mutschler, Manfred Arnold, Christoph Tillmanns, Mark Lembke, Dietmar Heise, Robert von Steinau-Steinrück: Haufe Arbeitsrecht Kommentare. Der umfassende Online-Praxiskommentar mit Gestaltungshinweisen und Beispielen. Haufe, Freiburg im Breisgau 2015, ISBN 978-3-648-07131-1.